# УЕФА суперкуп 2004.
УЕФА суперкуп 2004. је био 29. УЕФА Суперкуп, годишња фудбалска утакмица удружења у којој су учествовали победници Лиге шампиона и Купа УЕФА из претходне сезоне. Утакмица је одиграна на стадиону Луј II у Монаку 27. августа 2004. године, а играли су  Порто из Португала и Валенсија из Шпаније.
Порто се квалификовао као победник УЕФА Лиге шампиона 2003–04, пошто је у финалу савладао Монако из француске лиге са 3–0, и појавио се у Суперкупу по трећи пут, после победе 1987. и пораза 2003. У међувремену, Валенсија се појављивала победник Купа УЕФА 2003. где су у финалу победили екипу Марсеја. Био је то њихов други Суперкуп, који је освојен уњиховом једином претходном наступу 1980.
Утакмици је присуствовало 17.292 гледалаца. Гол Рубена Барахе довео је Валенсију у вођство после пола сата игре, пре него што је Марко Ди Вајо удвостручио њихово вођство средином другог полувремена. Рикардо Кварежма је постигао гол за Порто у 78. минуту, али нису успели да дођу до изједначења и Валенсија је победила у мечу са 2:1 и освојила свој други Суперкуп.

## Утакмица

### Детаљи
| Порто        | 1–2      | Валенсија                |
| ------------ | -------- | ------------------------ |
| Кварежма 78’ | Извештај | Бараха 32’ · Ди Вајо 67’ |

| Порто | Валенсија |

| GK               | 99 | Витор Баија         |     |     |
| RB               | 22 | Јуркас Ситаридис    |     |     |
| CB               | 2  | Жорже Кошта (c)     | 52’ |     |
| CB               | 7  | Пепе                |     |     |
| LB               | 8  | Нуно Валенте        |     |     |
| RM               | 4  | Уго Леал            |     | 61’ |
| CM               | 6  | Костиња             |     |     |
| LM               | 18 | Маниче              |     |     |
| RF               | 41 | Елдер Постига       |     |     |
| CF               | 77 | Бени Макарти        | 42’ | 72’ |
| LF               | 19 | Карлос Алберто      |     |     |
| Резервни играчи: |    |                     |     |     |
| GK               | 13 | Нуно Еспирито Санто |     |     |
| DF               | 3  | Педро Емануел       |     |     |
| DF               | 5  | Рикардо Кошта       |     |     |
| MF               | 10 | Рикардо Кварежма    | 72’ | 61’ |
| MF               | 12 | Сезар Пејшоту       |     | 72’ |
| MF               | 33 | Раул Меирелес       |     |     |
| FW               | 29 | Уго Алмеида         |     |     |
| Менаџер:         |    |                     |     |     |
| Виктор Фернандес |    |                     |     |     |

| GK               | 1  | Сантијаго Кањизарес |       |     |
| RB               | 23 | Куро Торес          |       |     |
| CB               | 5  | Карлос Марчена      |       |     |
| CB               | 17 | Давид Наваро        | 16’   |     |
| LB               | 15 | Амедео Карбони      | 90+2’ |     |
| RM               | 19 | Франсиско Руфете    |       |     |
| CM               | 6  | Давид Албелда (c)   | 40’   |     |
| CM               | 8  | Рубен Бараха        |       |     |
| LM               | 14 | Висенте Родригес    |       |     |
| CF               | 11 | Марко Ди Вајо       |       | 77’ |
| CF               | 9  | Бернардо Коради     |       | 87’ |
| Резервни играчи: |    |                     |       |     |
| GK               | 13 | Андрес Палоп        |       |     |
| DF               | 12 | Марко Канерја       |       |     |
| MF               | 7  | Стефано Фјоре       |       |     |
| MF               | 16 | Мохамед Сисоко      |       |     |
| MF               | 21 | Пабло Ајмар         |       | 87’ |
| FW               | 18 | Хиско Муњоз         |       |     |
| FW               | 20 | Миста Ферер         |       | 77’ |
| Менаџер:         |    |                     |       |     |
| Клаудио Ранијери |    |                     |       |     |

| Играч утакмице: Рубен Бараха (Валенсија) Помоћне судије: Стејнар Холвик (Норвешка) Оле Херман Борган (Норвешка) Четврти судија:' Том Хенинг Еврабе (Норвешка) | Правила утакмице - Игра се 90 минута - У случају нерешеног играју се продужици 30 минута до златног гола ако је потребно - Приступа се извођењу једанаестераца ако је резултати и даље изједначен - Седам именованих замена, од којих се могу користити до три |